# یلو پیچز
یلو پیچز (انگلیسی: Yellow Pages) شرکت رسانه‌ای کانادایی است، که در سال ۲۰۰۰ تأسیس شد.